# Antonio Ferrari (militare)
Antonio ferrari (Stazzano, 9 febbraio 1816 – Genova, 17 marzo 1886) è stato un generale italiano, insignito della medaglia d'oro al valor militare a vivente nel corso della terza guerra d'indipendenza italiana.

## Biografia
Nacque a Stazzano, provincia di Alessandria, il 9 febbraio 1816, figlio di Gerolamo e di Fortunata Ferrari. Arruolato nell'Armata sarda a Genova l'8 maggio 1835 in forza al 2º Reggimento fanteria della brigata Regina, e promosso caporale, il 5 giugno 1839 fu trasferito al 2º Reggimento della brigata Acqui. Sergente onorario il 1 settembre, sergente effettivo il 1 febbraio 1840, conseguì finalmente la promozione a sottotenente nel 9º Reggimento fanteria il 28 agosto 1842. Trasferito nel 16 Reggimento il 13 settembre 1842, era ancora sottotenente nella lª Compagnia granatieri, quando, il 2 aprile 1848, varcò il confine ed entrò nella prima guerra d'indipendenza italiana. Si distinse dapprima a Sandrà e Pastrengo (29-30 aprile 1848), ottenendo una menzione onorevole, e il 6 maggio, durante l'attacco alla Croce Bianca fu promosso luogotenente. Partecipò poi ai combattimenti di Rivoli Veronese, Santa Giustina e Volta Mantovana, dove fu ferito, nelle giornate dal 22 al 26 luglio 1848, venendo insignito di una medaglia d'argento al valor militare. In qualità di capitano dei bersaglieri fece parte del Corpo di Spedizione Sardo in Crimea nel 1855. Nella seconda guerra d'indipendenza italiana, come comandante della 37ª Compagnia del 10º Battaglione, nel corso della battaglia di San Martino, il 24 giugno 1859, comandò la propria compagnia con ardimento nel corso degli assalti alla baionetta contro le posizioni nemiche sebbene fosse rimasto ferito alla spalla destra. Per questo fu decorato con una seconda medaglia d'argento al valor militare. Nel combattimento di Vinzaglio, il 3 marzo precedente, gli era stata conferita la seconda menzione onorevole.
Promosso maggiore assunse il comando del 12º Battaglione bersaglieri con il quale, nel 1860, partecipò alla campagna piemontese in Italia centrale per l'annessione delle Marche e dell'Umbria distinguendosi nei combattimenti di Fano, Senigallia e Castelfidardo, venendo insignito della Croce di Ufficiale dell'Ordine militare di Savoia.  L’anno dopo fu promosso tenente colonnello per merito di guerra per essersi ripetutamente distinto nella campagna dell’Italia meridionale.
Nella terza guerra d'indipendenza italiana fu al comando del 64º Reggimento fanteria, distinguendosi particolarmente nel corso della battaglia di Custoza (1866) durante l'attacco di Monte Torre.  A quella azione parteciparono due battaglioni del reggimento, e la 9ª batteria del 6º Reggimento artiglieria comandata dal maggiore Fiorenzo Bava Beccaris.
Con Regio Decreto del 6 dicembre 1866 fu insignito della medaglia d'oro al valore militare. Nell’ottobre 1866, con il grado di colonnello, il 17 ottobre 1878 assunse il comando della brigata Siena, mantenendolo successivamente alla promozione a maggior generale avvenuta il 15 marzo 1869. Successivamente comandò la 2ª Brigata di fanteria nella Divisione militare di Napoli e fu collocato a riposo per anzianità di servizio il 17 settembre 1872. Quando fu istituita la posizione di riserva, chiese di esservi riammesso, cosa che gli fu concessa in data 1 gennaio 1874. Morì a Genova il 17 marzo 1886.

### Annotazioni
1. ↑  In quella azione condotta sotto la sua guida da tutto il reggimento, la Bandiera del 64º Reggimento fanteria fu decorata di medaglia d’argento al valor militare.

### Fonti
1. ↑  Carolei, Greganti 1950, p. 172.
2. 1 2 3 4 5 6 7 8 9 10 11 12 13 14  Combattenti Liberazione.
3. ↑  MOVM.
4. 1 2 3 4 5  Pollio 1925, pp. 262-263.
5. ↑  Quirinale - scheda - visto 23 marzo 2023
6. ↑  Quirinale - scheda - visto 23 marzo 2023